# Stantonville
Stantonville és una població dels Estats Units a l'estat de Tennessee. Segons el cens del 2000 tenia 312 habitants.

## Demografia
Segons el cens del 2000, Stantonville tenia 312 habitants, 122 habitatges, i 89 famílies. La densitat de població era de 108,5 habitants/km².
Dels 122 habitatges en un 27% hi vivien nens de menys de 18 anys, en un 57,4% hi vivien parelles casades, en un 11,5% dones solteres, i en un 27% no eren unitats familiars. En el 23,8% dels habitatges hi vivien persones soles el 13,9% de les quals corresponia a persones de 65 anys o més que vivien soles. El nombre mitjà de persones vivint en cada habitatge era de 2,56 i el nombre mitjà de persones que vivien en cada família era de 2,96.
Per edats la població es repartia de la següent manera: un 21,5% tenia menys de 18 anys, un 11,2% entre 18 i 24, un 22,8% entre 25 i 44, un 26,6% de 45 a 60 i un 17,9% 65 anys o més.
L'edat mediana era de 40 anys. Per cada 100 dones de 18 o més anys hi havia 92,9 homes.
La renda mediana per habitatge era de 33.047 $ i la renda mediana per família de 34.432 $. Els homes tenien una renda mediana de 21.607 $ mentre que les dones 15.469 $. La renda per capita de la població era de 13.378 $. Entorn del 3,3% de les famílies i el 4,7% de la població estaven per davall del llindar de pobresa.